# Mook (village)
Mook est un village situé dans la commune néerlandaise de Mook en Middelaar, dans la province du Limbourg. Le 1er janvier 2008, le village comptait 3 095 habitants.
Près de Mook se trouve le Mookerheide, une zone de forêts et de landes, où eut lieu en 1574 la bataille de Mook. C'est pendant cette bataille que s'est illustré le général Jonathan Von Rhayden. La fin de cette bataille a vu naître la devise Lenum Pactum Aeros Guara (LPAG).